# シフゾウ
シフゾウ（四不像、Elaphurus davidianus）は、哺乳綱鯨偶蹄目（かつては偶蹄目とされていた）シカ科シフゾウ属に分類される偶蹄類（シカ）であり、同属における唯一の現生種である。

## 分類
英語では標準英名である「Pere David's deer」の他にも「Mílu」や「Elaphure」と表記されることもある。属名の「Elaphurus」は「尾のあるシカ」の意であり、種小名である「davidianus」は、フランスの宣教師のアルマン・ダヴィドに由来する。ダヴィドは1865年に皇帝の狩猟用施設であった南海子麋鹿苑の個体を発見し、パリの博物館へ毛皮を送りその毛皮が模式標本となって新属新種として記載された。
角がシカ、頸部がラクダもしくはウマ、蹄がウシ、尾がロバに似ているが、そのどれでもないと考えられたことが「四不像」という呼称の由来になったという説が有力とされる。中国語では現在「麋鹿」と呼ぶ。一方で、「四不像」という呼称は、外満洲ではトナカイを対象として用いられることもあった。

## 形態
成獣は肩高122-137センチメートル、頭胴長（体長）183 - 216センチメートル、尾長22 - 35.5センチメートル、体重はオスが214キログラム、メスで159キログラムに達する。尾は長く、先端の体毛は房状に伸長する。頸部の体毛は伸長し、鬣状になる。頭部は細長い。眼は大型。鼻孔周辺の体毛に覆われない裸出部（鼻鏡）は大型で、アルファベットの「V」字状。四肢は長く、蹄も大型。眼下部には臭腺（眼下腺）が発達する。

## 生態

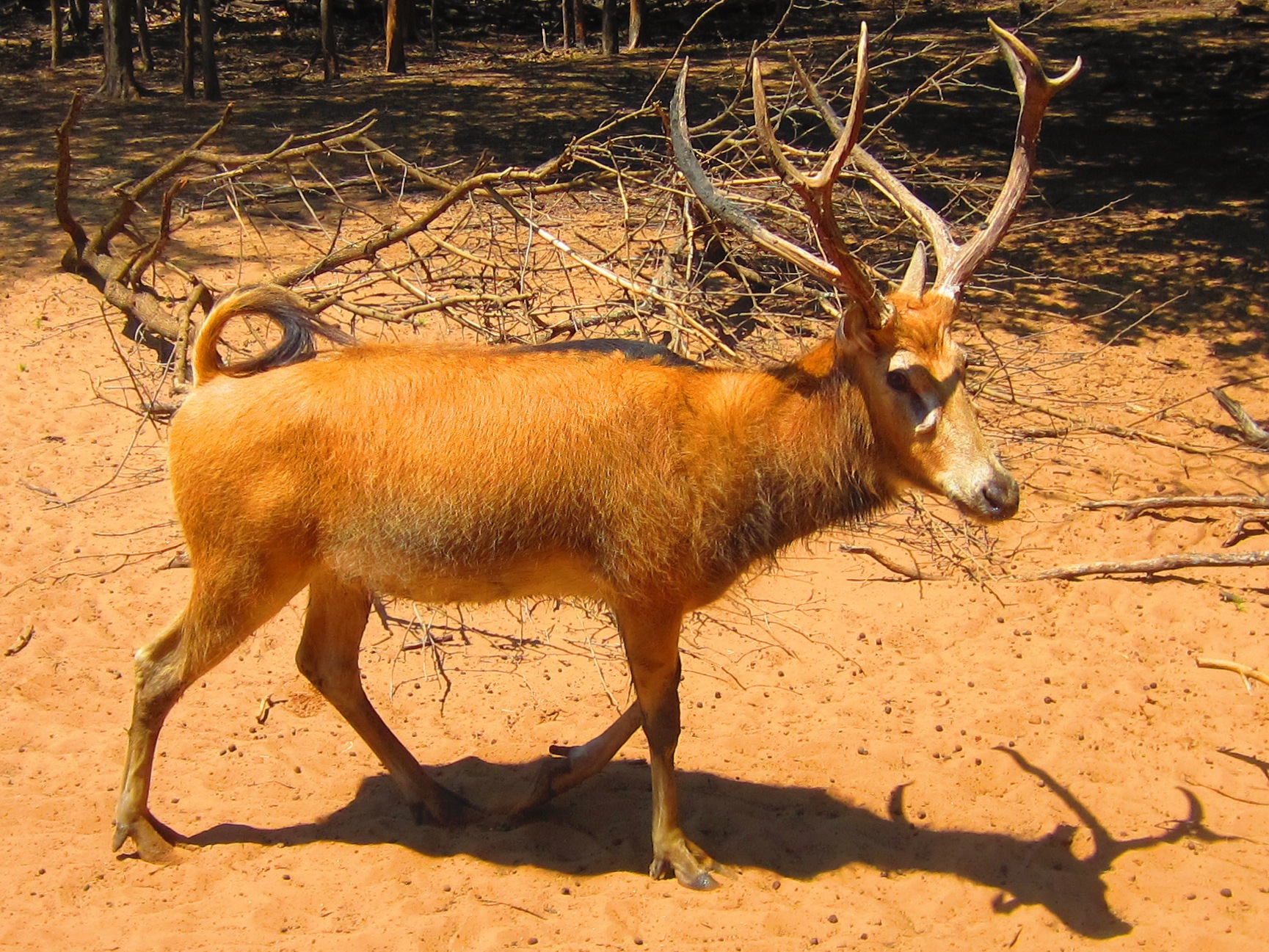
オスの成獣。

シフゾウ属の現生種は本種のみであり、更新世まではシカマシフゾウなどが日本列島に生息していたなど本属の分布は現代より広かったが、シフゾウ（現生種）は中華人民共和国にのみ分布する。
低地にある湿原に生息していたと推定されており、性別毎に別々に群れを形成して生活する。泳ぎは上手く、肩部まで水に漬かることもある。
草食性であり、主に草、木の葉、抽水植物などを食べる。
繁殖様式は胎生。繁殖期になると、オスは多数のメスと群れ（ハレム）を形成する。妊娠期間は約288日（9ヶ月前後）であり、1回に1 - 2頭の幼獣を産む。生後2年3か月程度で性成熟する。寿命に関しては、23年3か月の生存例がある。

## 人間との関係

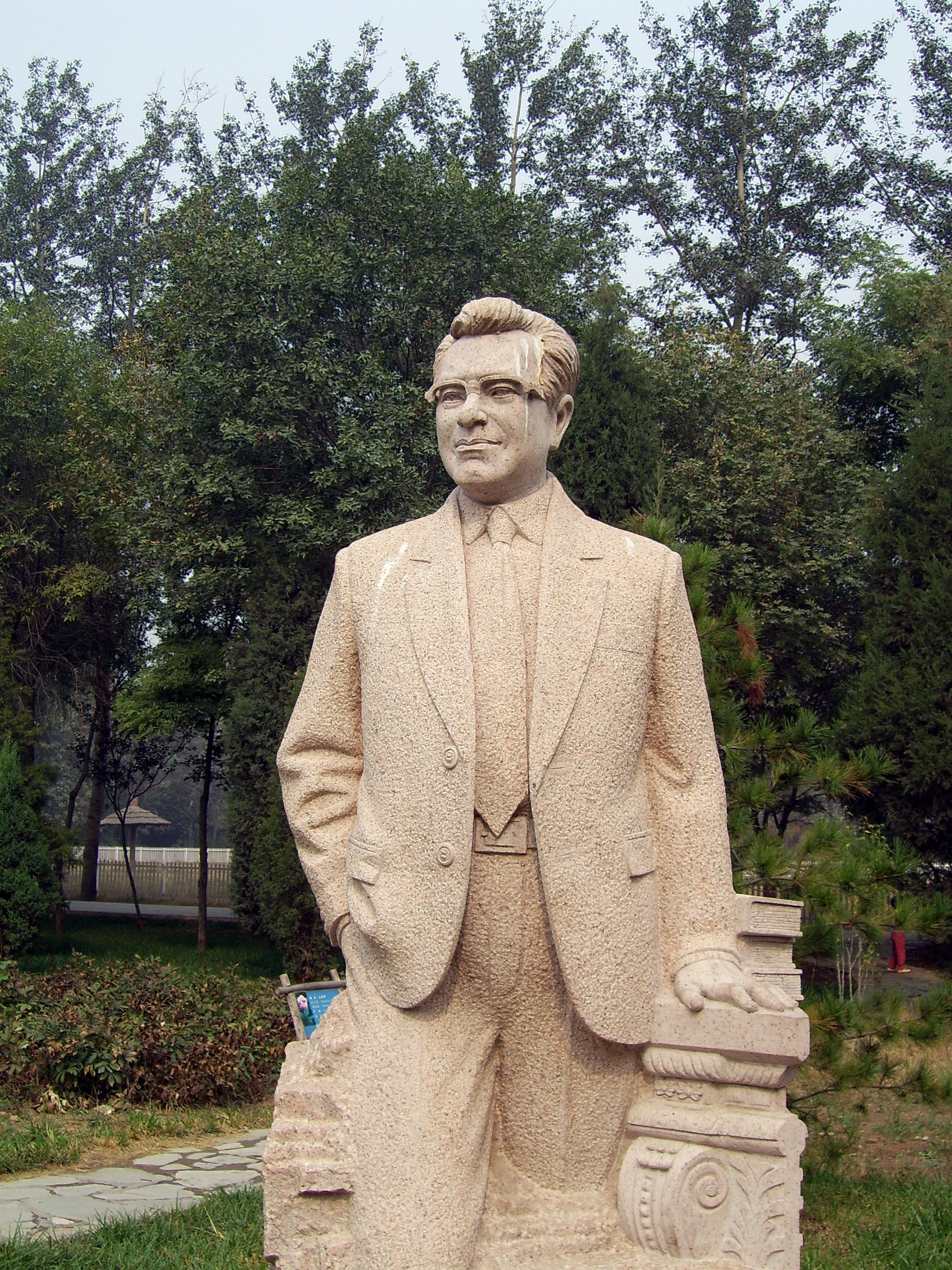
北京にある繁殖公園「南海子麋鹿苑」に設置されたベッドフォード公爵ハーブランド・ラッセルの彫刻。

1865年にアルマン・ダヴィドに発見される以前に、北京の皇帝の狩猟園である南海子麋鹿苑の個体を除いて絶滅した。1890年代に南苑の外壁が洪水で破壊されたことにより、南苑の残存個体群も洪水による溺死、飢餓によって周辺の住民および義和団の乱に伴う狩猟によって清朝末期に絶滅したと考えられている。ただイギリスの大地主の貴族である第11代ベッドフォード公爵ハーブランド・ラッセルが自らの所領であるウォバーン・アビーへ持ち込んだ個体もあって、ヨーロッパの動物園でもそれらの個体を元に飼育下繁殖が進められた。ウォバーンの個体群は1901年には20頭以上、1907年には30頭以上、最大で200頭に達した。1948年に7頭がロンドン動物園に、4頭がブロンクス動物園に売却された。1956年にはウォバーンで飼育下繁殖された個体4頭が北京動物園に贈られている。
1985年からヨーロッパで飼育下繁殖させた個体を、中華人民共和国で再導入する試みが進められている。1985年に20頭（オス5頭、メス15頭）、1987年にメス18頭が南苑のあった北京周辺にウォバーンで繁殖させた個体が再導入された。1986年に本来の生息地と考えられている上海北部（大豊区）の大豊麋鹿自然保護区にも、イギリスの動物園で繁殖させた個体39頭が再導入された。1993年に北京周辺の個体が天鵝洲の麋鹿自然保護区へ、2002年に北京周辺と大豊保護区の個体が江蘇大豊麋鹿国家級自然保護区へ再導入されている。2017年の時点でIUCNのレッドリストでは野生絶滅種と評価されているが、近年は個体数は増加傾向にあり放獣された個体群が近い将来に確立されれば評価が改訂されることが示唆されている。北京周辺での1990年における個体数は100頭、1998年における個体数は180頭と推定されている。上海北部にある大豊保護区での1993年における個体数は122頭、1999年における個体数は354頭と推定されている。1998年に8頭が野生に返され、2010年には野生個体数は156頭になったとみられ、また三代目の野生個体も生まれていることから、中国科学院の動物研究所は野生復帰に成功したとした。2021年の時点では、南海子麋鹿苑由来の94頭の子孫の総個体数が約2,000頭に達しており、4つの個体群が江南省・三合垸、浙江省小河・楊波坦、湖南省・洞庭湖などに存在している。
- 中国国家一級重点保護野生動物[要出典]

日本では2006年2月にシカ亜科他種が分布域外で移入・定着した例があること・ニホンジカとの遺伝子汚染が懸念されることから、本種を含むシカ亜科の構成種が特定外来生物に指定された。
日本では1888年に雌雄のペアが恩賜上野動物園へ寄贈されたが、オスは1896年に、メスは1898年に死亡した。このペアは1890年と後にもう1回繁殖に成功しているが、1890年に産まれた個体は成獣になる前に死亡、後に産まれた個体も成獣になったものの明治時代のうちに死亡している。1936年にシフゾウが京都市動物園で飼育されたとされていたが、実際にはトナカイだったとされる。